# Chloealtis aspasma
Chloealtis aspasma là một loài côn trùng thuộc họ Acrididae. Đây là loài đặc hữu của Hoa Kỳ.